# Identitat de Jacobi
Si es defineix el  commutador de dos operadors A i B  com
{\displaystyle \left[A,B\right]=AB-BA}

La identitat de Jacobi  és el nom de l'equació següent, anomenada així en honor de Carl Gustav Jacob Jacobi:
{\displaystyle \left[X,\,[Y,Z]\,\right]+\left[Y,\,[Z,X]\,\right]+\left[Z,\,[X,Y]\,\right]=0;\,\forall \,\,X,Y,Z}

Les àlgebres de Lie són l'exemple primari d'una àlgebra que satisfà la identitat de Jacobi. Però observi's que una àlgebra pot satisfer la identitat de Jacobi i no per això ser anticommutativa.